# 056型导弹护卫舰

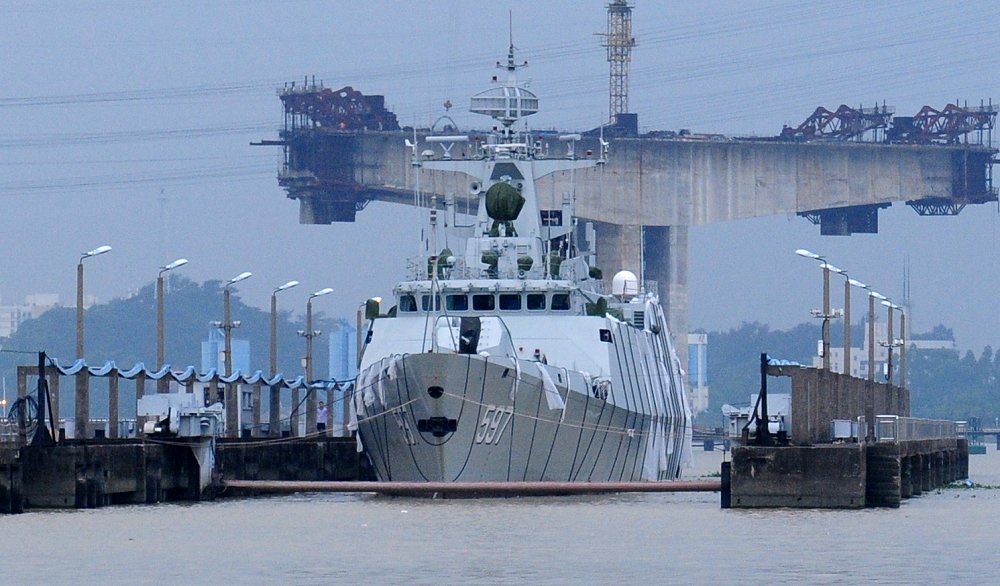
597欽州號

056型导弹護衛艦中国人民解放军海军的一种轻型护卫舰。该舰集成多型武器装备，具有较好的隐身性和较强的电磁兼容性。056型护卫舰主要担负海上巡逻警戒、护渔护航、单独或协同执行反潜或对海作战等任务，是解放军海军基地防御的主战装备。056型护卫舰在2013年至2016年共入役22艘，在2021年後全部轉入中國海警加強執法力量，之后以更大规模建造了改进型即056A型导弹护卫舰。

## 历史

### 研制背景
本型舰出现之前，中国人民解放军海军近海作战任务主要由053系列护卫舰来承担，同时还有大量的037系列快艇担负日常巡逻、警戒等任务，这些舰艇舰龄较长，战术技术指标较低，武器及设备已经落后，人员工作和居住环境较差，难以适应新时期的作战任务。

### 研发历程
2010年11月4日，驻港部队副司令员王郡里少将向香港大学赠送了一艘舷号标记为“056”的轻型护卫舰的模型。随后《舰船知识》及《现代舰船》等军事杂志对其性能和使用范围进行了一系列解读，并用作封面照片。2012年6月，中国国防部确认驻港部队的037II型导弹艇将被056型护卫舰替换。
056型护卫舰首舰于2013年3月入列中国人民解放军海军，并于同年11月通过全训合格考核，基本形成战斗力。
到了2021年，為了順應解放軍海軍戰略轉型以及中國海警需要更多執法艦隻應對中國水域不斷提高的海事壓力，全部22艘056基本型同時退出中国海军战斗序列，並在改裝後移交中國海警，改裝內容包括撤去防空導彈、魚雷發射管和反艦飛彈配置，再加裝水砲、衛星天線和電子告示板，改以巡邏艦身份加入中國海警舰艇序列服役。

### 衍生型号
2015年4月10日，新近下水的056型护卫舰采用不同的舰尾结构，分析称，这一变化表明新舰疑似是该型舰的反潜强化版，其特别之处在于舰尾有一个巨大的矩形开口，旁边还有一个较小的圆孔。一般而言，此类开口为拖曳式列阵声呐的收放孔。因此该型舰被称为056A型反潜护卫舰。

## 性能
056型护卫舰采用深Ｖ、长桥楼船型，适航性较好，可提供较大的舰体空间。采用隐身设计，舰体外飘，上层建筑内倾，形成一条贯穿舰体前后的折线，舰面上的设备如小艇、鱼雷发射管都收納整合入艦內，日本軍事作者認為056型的雷達反射面積與500噸級的軍艦相近。上层建筑采用铝合金，艦艉備配直升機甲板，無机库。
056型護衛艦的外型和2006年中國船舶工業集團外銷給泰國皇家海軍的北大年號巡防艦高度類似，但設計上較北大年號更加簡潔，可視為同船型的精進版。中国海军建造056型主要用于近海防御，担负日常巡逻任务，为相关海上执法部门提供支持保障。

### 防空武器
红旗-10舰载反导系统，位于舰体后部，发射装置采用了3-2-3共装8枚防空导弹，估计新导弹采用了助推/巡航一体化双推力火箭发动机，最大射程比FL-3000基本型更远，超过10公里。FL-3000N导弹具有反应快速、制导精度高的特点，可拦截掠海飞行的反舰导弹；导弹具有被动雷达与红外成像、全程自主红外成像两种制导模式，具备发射后不管的能力。

### 反舰与反潜武器
056型的武器與054A型导弹护卫舰多為共通。主要制海武器是兩組設置在前桅与烟囱之间的鹰击83反舰导弹發射架。鷹擊83目前仍是解放軍護衛艦的主力武器，长6.86米，翼展1.18米，弹径0.36米，全重850千克，战斗部重165千克，掠海飞行高度35米，于距离目标5千米处降至距海面5-7米，最大射程150-180千米。
在主桅杆底座两侧，各布置有一座海军最新研制装备的单管30毫米轻型遥控舰炮。该型炮首见于2010年中完工试航的中国海军新型电子侦察舰853“天王星”号上，装备有光电射控装置，可全自动遥控射击，也可以在炮旁人工操纵。据悉其射速为320～350发/分，待发弹数量为100发。该型炮主要用于对海自卫射击，与海军长期装备的69式双管14.5毫米机枪相比，威力大，射程远，具有更大的攻击范围，适合在巡逻护航时进行警戒射击使用。
反潜方面，反潜火力主要有舰体后部的两座三联装324毫米鱼雷发射管和搭载的直升机。

### 主炮与辅助武器
主炮仿自俄罗斯AK-176型76毫米舰炮，位于舰艏甲板，是一种全封闭式自动舰炮，由俯仰部分、炮架部分、供弹系统、瞄准随动系统、电气控制系统等部分组成。该炮主要用于对海上和空中的目标进行攻击，初速980米/秒，射速分30发、60发、120发三档可调，最大射程17,000米，高低射界为-15°～+85°特点是射速高，可靠性好，具有较强的对海射击能力和防空能力。
辅助武器方面，056型新型护卫舰在后甲板两侧安装了两座H/PJ-17型单管30毫米舰炮，以弥补主炮和反舰导弹的火力，最新型号的056型护卫舰现已换成两座89式12.7mm重机枪，可用于对抗小艇和海盗。

### 电子设备
一部 H/LJQ—363型对海搜索雷达, E/F波段，之前是760导航雷达，主桅前方有一部H/LJP-347型快速反应跟踪炮瞄雷达用于控制76毫米舰炮，以及一部光电系统，副桅上是754直升机引导雷达。配备自动化指挥及战术数据链系统。该型装备有一部球鼻首声呐，无拖曳声纳（但同期建造的056A型导弹护卫舰则拥有一部）。

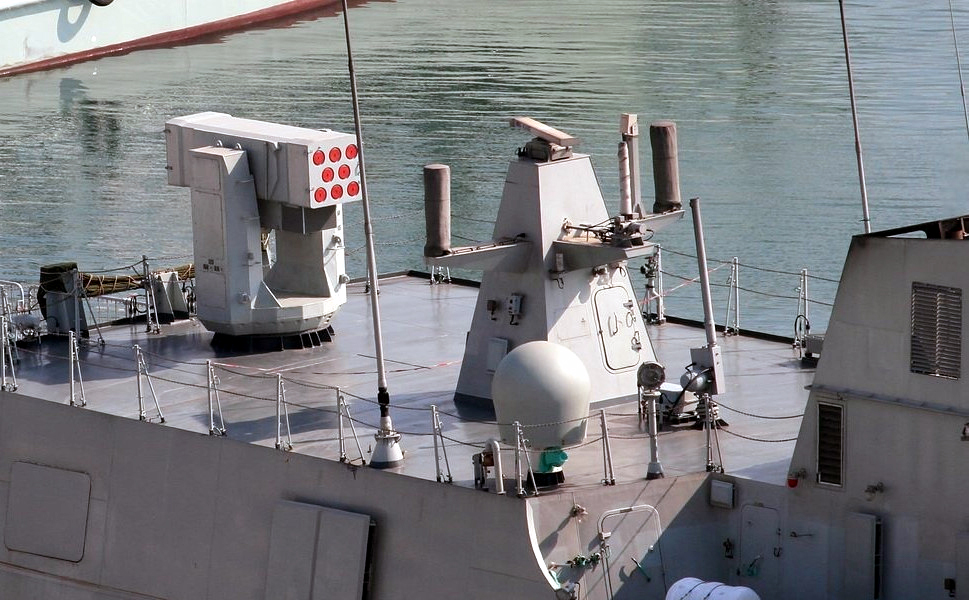
红旗-10舰载防空导弹
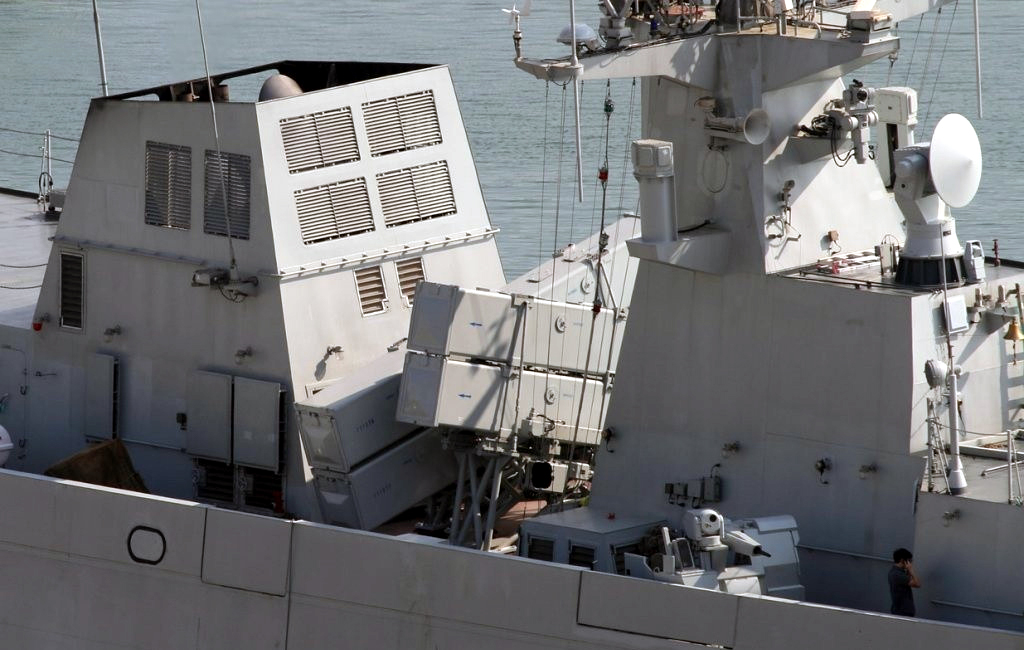
鹰击-83反舰导弹
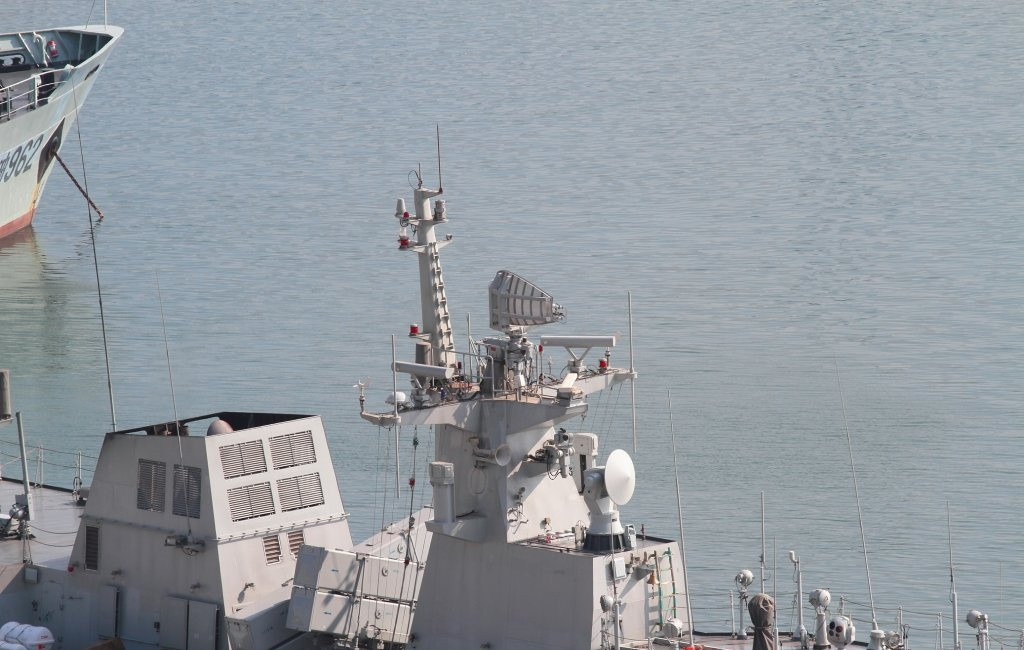
360型雷達

## 外銷
- ：2015年起交付四艘056外銷型C13B。
- 奈及利亞：2015年起交付兩艘056外銷型P18N。
- 阿尔及利亚：订购6艘056外销型Max Pro，首舰（舷号940）已服役[13]。

## 意外
2025年8月11日，中國海警南域艦（3104号）在黃岩島以東約10.5海浬處向菲律賓海岸防衛隊船隻進行危險機動後撞上桂林号导弹驱逐舰的艦首。事發當下船首至少有三人，該事件可能是首次056型出現有人員傷亡的意外。